# Love Is a Racket
Love Is a Racket is een Amerikaanse filmkomedie uit 1932 onder regie van William A. Wellman.

## Verhaal
De columnist Jimmy Russell heeft een oogje op Mary Wodehouse, die graag een ster wil worden op Broadway. Wanneer Mary in de problemen komt met ongedekte cheques, tracht Jimmy haar te helpen. Hij stelt vast dat een zekere Eddie Shaw de cheques volledig heeft gedekt. Eddie staat er vervolgens op dat Mary hem daar dankbaar voor is.

## Rolverdeling
| Acteur                | Personage      |
| --------------------- | -------------- |
| Douglas Fairbanks jr. | Jimmy Russell  |
| Ann Dvorak            | Sally Condon   |
| Frances Dee           | Mary Wodehouse |
| Lee Tracy             | Stanley Fiske  |
| Lyle Talbot           | Eddie Shaw     |
| Warren Hymer          | Burney Olds    |
| André Luguet          | Max Boncour    |
| Cecil Cunningham      | Hattie Donovan |
| Terrance Ray          | Seeley         |